# 婆媽女婿
《婆媽女婿》（英語：My Son-In-Law），香港電視廣播有限公司拍攝製作的時裝處境劇集，全劇共58集，由梁家樹擔任監製。
此劇曾於2000年、2008年、2014年星期一至六清晨06:00在翡翠台重播，2024年8月12日至11月1日星期一至五上午10:00在翡翠台再次重播。

## 概述
敘述張衛健飾演的女婿，在娶得妻子後，在妻子一家生活的情景。

## 演員
- 劉青雲 飾 李志威
- 張衛健 飾 李志信
- 羅慧娟 飾 游慧中
- 潘芳芳 飾 吳穎茵
- 黄愷欣 飾 陳國邦
- 劉　江 飾 吳錦輝
- 吳瑞庭 飾 侯火友
- 湘　漪 飾 顧小曼
- 焦　雄 飾 阮小波
- 何貴林 飾 基
- 馬海倫 飾 游美嘉
- 黎耀祥 飾 勝
- 陳庭威 飾 謝天蔭
- 談泉慶 飾 Patrick
- 羅　鴻 飾 警員
- 麥皓為 飾 裙褂店老闆
- 蔡　雲 飾 方伯
- 梁健平 飾 華
- 顏仟汶 飾 女伴
- 河國榮 飾 街頭表演者
- 梁詠琳 飾 游慧中朋友
- 林家棟 飾 榮（美姿舍職員）
- 周海媚 飾 林靜